# Amstel (Naarden)
Amstel is een historisch Nederlands merk van fietsen en motorfietsen. De fabriek stond aan de Zwarteweg 10 in Bussum, van handelsonderneming Klisser & Citroen. Klisser & Citroen voerde ook de merken Derby, Elite, Oxford en Rapid.
De bedrijfsnaam was: Rijwiel- en machinefabriek “De Amstel”, Naarden.
Dit Nederlandse bedrijf presenteerde in 1922 een ¾pk-motorfiets. Hoeveel er van geproduceerd zijn is niet bekend. 
- Voor andere merken met dezelfde naam, zie Amstel (Den Haag) en Amstel (Stokvis).